# Xavier Cruz
Xavier Cruz (nació el 12 de octubre de 2003 en la Ciudad de La Chorrera, Panamá) es un portero de fútbol que actualmente juega en el equipo de San Francisco FC de la Primera División de Panamá, luego de su sesión por el Veraguas United FC.

## Trayectoria

### San Francisco FC U-19
Se formó en las categorías inferiores del San Francisco FC, siendo el portero titular de la categoría reserva. Su debut profesional en la Primera División de Panamá fue el 14 de julio de 2017 en la derrota 0 a 2 contra el CD Árabe Unido en el Estadio Agustín Muquita Sánchez saliendo de titular jugando todo el partido. En la LPF Apertura 2017 jugó 1 partido.

### San Francisco FC
Pasó a formar parte del primer equipo para el Torneo Clausura 2020 (Torneo pospandemia) y en el cual se jugó un torneo corto a una sola vuelta, fue el arquero suplente de Samuel Castañeda. Posteriormente regresó al equipo filial para el siguiente torneo.

### San Francisco FC II
Desde el 2021, participó con el equipo filial en la Liga Prom jugó el Torneo Apertura 2021 Liga Prom, el Torneo Clausura 2021 Liga Prom, el Torneo Apertura 2022 Liga Prom, el Torneo Apertura 2023 Liga Prom y el Torneo Clausura 2023 Liga Prom quedando subcampeón de la conferencia del oeste. En el Torneo Clausura 2022 jugó 4 partidos con el primer equipo, llegando hasta los playoff.

### Veraguas United FC
El 19 de enero de 2024, fue anunciado como nuevo jugador del Veraguas United FC, cedido por el San Francisco FC, por seiss meses. Debutó con el club en la Primera División de Panamá el 18 de febrero de 2024 en el empate 1 a 1 contra el Club Deportivo Universitario en el Estadio Rafael Rodríguez de Atalaya, siendo titular jugando todo el partido.

### San Francisco FC
Para el Torneo Clausura 2024, se anunció su regreso al equipo, fungiendo como el tercer arquero de la primera plantilla. Jugó los partidos contra el Veraguas United FC y Herrera FC (derrota 1-2 y empate 3-3) respectivamente, ante la suspensión de los dos arqueros principales del equipo. Adicional estuvo en el banquillo en tres de los cuatro partidos de la Copa Centroamericana de Concacaf 2024.

## Clubes
| Club                        | País   | Año       |
| --------------------------- | ------ | --------- |
| San Francisco FC II         | Panamá | 2017-2019 |
| San Francisco FC            | Panamá | 2020      |
| San Francisco FC II         | Panamá | 2021-2023 |
| Veraguas United FC (cedido) | Panamá | 2024      |
| San Francisco FC            | Panamá | 2024-Act. |